# Labyar
Labyar (franska: Labyar (CR), Labyar (Commune Rurale), arabiska: فاصك) är en kommun i Marocko.   Den ligger i provinsen Guelmim och regionen Guelmim-Oued Noun, i den sydvästra delen av landet, 700 km sydväst om huvudstaden Rabat. Antalet invånare är 766.